# Kazuary
Kazuary (Casuariinae) – monotypowa podrodzina ptaków z rodziny kazuarowatych (Casuariidae). 

## Występowanie
Podrodzina obejmuje trzy gatunki lądowe, nielotne, zamieszkujące Nową Gwineę i północno-wschodnią Australię, a także wyspy leżące pomiędzy nimi.

## Morfologia
Długość ciała 100–170 cm, masa ciała 17,6–58 kg. Samice są większe i jaśniej ubarwione. Ptaki te charakteryzują się znacznymi rozmiarami, ciemnym (czarnym) ubarwieniem, krępą budową, uwstecznieniem skrzydeł i kostną naroślą na czaszce w kształcie hełmu. Nogi masywne, z trzema palcami, przy czym środkowy zaopatrzony jest w potężny pazur, który jest groźną bronią. 
Przez długi czas zastanawiano się, do czego ptakom służy narośl na głowie, jednak jedynie hipoteza dotycząca regulacji temperatury organizmu ptaka zyskała solidniejsze naukowe podstawy. Inne hipotezy zakładają, że hełm kazuara może służyć obronie przed drapieżnikami bądź urazami od spadających z drzew owoców. Sugerowano również, że być może odgrywa on jakąś rolę w zwiększeniu zasięgu oraz wzmocnieniu dźwięków wydawanych przez ptaka. Coraz więcej dowodów wskazuje na to, że służy ona częściowej regulacji ciepłoty organizmu (w podobny sposób działa dziób tukana wielkiego).

## Ekologia
Odżywiają się głównie owocami, uzupełniając dietę grzybami, ślimakami i małymi kręgowcami. Jako jedne z nielicznych ptaków mają genitalia takie jak u ssaków i niektórych gadów. Zwierzęta te prowadzą samotniczy tryb życia i bardzo aktywnie bronią swego terytorium, także przed ludźmi i groźnymi im drapieżnikami.

## Systematyka

### Etymologia
- Cela: gr. κελης kelēs, κελητος kelētos „rumak, koń wyścigowy”, od κελλω kellō „pędzić”[16]. Gatunek typowy: Struthio casuarius Linnaeus, 1758.
- Casuarius (Casearius, Casoaris, Casoarius): malajska nazwa Kasuari dla kazuara hełmiastego[16].
- Cassowara: jak Casuarius[16]. Gatunek typowy: Cassowara eximia Perry, 1811 (= Struthio casuarius Linnaeus, 1758).
- Oxyporus: gr. οξυς oxus „ostry, spiczasty”; πωρος pōros „kostnina”[16]. Nowa nazwa dla Casuaria.
- Thrasys: gr. θρασυς thrasus „śmiały, porywający, zuchwały”[16]. Nowa nazwa dla Casuaria.
- Hippalectryo: gr. ἱππαλεκτρυων hippalektruōn „koń-kogut”, baśniowy gryf, od ἱππος hippos „koń”; αλεκτρυων alektruōn „kogut”[16]. Gatunek typowy: Casuarius indicus Voigt, 1819 (= Struthio casuarius Linnaeus, 1758).

### Podział systematyczny
Do rodziny należy jeden rodzaj i trzy gatunki:
- Casuarius bennetti Gould, 1857 – kazuar mniejszy
- Casuarius unappendiculatus Blyth, 1860 – kazuar jednokoralowy
- Casuarius casuarius (Linnaeus, 1758) – kazuar hełmiasty